# Tito (Italia)
Tito (Lu Titu nel dialetto locale) è un comune italiano di 6 983 abitanti della provincia di Potenza in Basilicata.

## Geografia fisica
Appartiene alla comunità montana del Melandro e si trova sullo spartiacque tra Ionio e Tirreno. Nascono nel suo territorio, difatti, due torrenti affluenti di due distinti corsi d'acqua che sfociano nei mari sopra citati, rispettivamente il torrente Tora, affluente del fiume Basento, e la fiumara di Tito, affluente del fiume Sele.
Centro con una delle principali aree industriali della provincia di Potenza, che è collocata poco sotto il versante sud del Monti Li Foj, avrebbe dovuto ospitare l'interporto lucano. In data 18 giugno 2009 il commissario ASI della provincia di Potenza, Alfonso Ernesto Navazio, con delibera numero 115, ha revocato la concessione dei terreni alla società che avrebbe dovuto realizzarlo.
Si ricordano diversi eventi storici nonché la presenza di scavi archeologici nei pressi del vecchio abitato del paese di Satrianum.
Nel territorio comunale rientra la Torre di Satriano, centro medievale che comprende i resti di una torre normanna, di una cattedrale e delle complementari strutture. Quest'area è un sito archeologico molto importante dove, in seguito a diverse attività di ricerca, sono stati ritrovati numerosi reperti risalenti anche al VII secolo a.C.

### Territorio
Il comune è sostanzialmente diviso in due parti: il capoluogo, Tito, dove risiedono la maggior parte degli abitanti, sede del Municipio e altri servizi, e la zona industriale e commerciale di Tito Scalo, che ospita lo scalo ferroviario delle Ferrovie dello Stato e una delle più importanti zone industriali della regione, dove negli anni hanno stabilito la propria sede numerose imprese potentine.
Il territorio del comune di Tito è stato inserito in una zona di grado sismico pari a S=9 dopo il catastrofico sisma in Irpinia del 23 novembre 1980. In seguito, con la delibera del Consiglio Regionale della Basilicata n.724 dell'11 novembre 2003 Tito, è stato inserito nella zona sismica 1.

### Clima
Le stazioni meteorologiche più vicine sono quelle di Potenza e quella di Picerno. In base alla media trentennale di riferimento (1961-1990) per l'Organizzazione Mondiale della Meteorologia, la temperatura media del mese più freddo, gennaio, si attesta a +3,5 °C; quella del mese più caldo, agosto, è di +20,2 °C. Le precipitazioni medie annue si aggirano sui 650 mm, mediamente distribuite in 91 giorni, con minimi relativi in estate e picco massimo moderato in autunno.
| Potenza                    | Mesi  | Mesi  | Mesi  | Mesi  | Mesi  | Mesi  | Mesi  | Mesi  | Mesi  | Mesi  | Mesi  | Mesi   | Stagioni | Stagioni | Stagioni | Stagioni | Anno  |
| Potenza                    | Gen   | Feb   | Mar   | Apr   | Mag   | Giu   | Lug   | Ago   | Set   | Ott   | Nov   | Dic    | Inv      | Pri      | Est      | Aut      | Anno  |
| -------------------------- | ----- | ----- | ----- | ----- | ----- | ----- | ----- | ----- | ----- | ----- | ----- | ------ | -------- | -------- | -------- | -------- | ----- |
| T. max. media (°C)         | 6,2   | 6,7   | 9,3   | 13,0  | 18,0  | 21,7  | 25,0  | 25,0  | 21,4  | 16,2  | 11,2  | 7,5    | 6,8      | 13,4     | 23,9     | 16,3     | 15,1  |
| T. min. media (°C)         | 0,8   | 0,9   | 2,4   | 5,2   | 9,2   | 12,5  | 15,0  | 15,3  | 12,6  | 8,8   | 5,0   | 2,2    | 1,3      | 5,6      | 14,3     | 8,8      | 7,5   |
| Precipitazioni (mm)        | 62,9  | 53,9  | 53,0  | 59,9  | 45,7  | 42,2  | 29,4  | 35,6  | 45,0  | 69,7  | 79,8  | 73,5   | 190,3    | 158,6    | 107,2    | 194,5    | 650,6 |
| Giorni di pioggia          | 9     | 9     | 10    | 9     | 7     | 6     | 3     | 5     | 5     | 8     | 10    | 10     | 28       | 26       | 14       | 23       | 91    |
| Umidità relativa media (%) | 77    | 75    | 72    | 69    | 69    | 67    | 62    | 64    | 66    | 72    | 76    | 78     | 76,7     | 70       | 64,3     | 71,3     | 70,6  |
| Vento (direzione-m/s)      | W 5,7 | W 6,0 | W 5,6 | W 5,5 | W 5,0 | W 4,9 | W 5,1 | W 4,9 | W 4,8 | W 4,7 | W 5,3 | W. 5,5 | 5,7      | 5,4      | 5,0      | 4,9      | 5,2   |

| Picerno                            | Mesi | Mesi | Mesi | Mesi | Mesi | Mesi | Mesi | Mesi | Mesi | Mesi | Mesi | Mesi | Stagioni | Stagioni | Stagioni | Stagioni | Anno |
| Picerno                            | Gen  | Feb  | Mar  | Apr  | Mag  | Giu  | Lug  | Ago  | Set  | Ott  | Nov  | Dic  | Inv      | Pri      | Est      | Aut      | Anno |
| ---------------------------------- | ---- | ---- | ---- | ---- | ---- | ---- | ---- | ---- | ---- | ---- | ---- | ---- | -------- | -------- | -------- | -------- | ---- |
| T. max. media (°C)                 | 6,4  | 7,6  | 10,3 | 14,3 | 19,0 | 23,4 | 26,9 | 27,1 | 22,7 | 17,3 | 11,8 | 8,3  | 7,4      | 14,5     | 25,8     | 17,3     | 16,3 |
| T. min. media (°C)                 | 0,7  | 1,2  | 3,1  | 6,3  | 9,9  | 13,9 | 16,4 | 16,7 | 13,7 | 9,8  | 5,6  | 2,7  | 1,5      | 6,4      | 15,7     | 9,7      | 8,3  |
| Precipitazioni (mm)                | 78   | 42   | 58   | 62   | 40   | 35   | 20   | 21   | 37   | 60   | 93   | 106  | 226      | 160      | 76       | 190      | 652  |
| Giorni di pioggia                  | 10   | 7    | 9    | 8    | 6    | 6    | 3    | 2    | 5    | 8    | 12   | 14   | 31       | 23       | 11       | 25       | 90   |
| Eliofania assoluta (ore al giorno) | 2,8  | 3,9  | 4,0  | 5,2  | 7,3  | 8,4  | 9,7  | 9,1  | 6,6  | 5,5  | 3,8  | 3,0  | 3,2      | 5,5      | 9,1      | 5,3      | 5,8  |

- Classificazione climatica di Tito[12]:
  - Zona climatica D;
  - Gradi giorno 2091.

## Storia
L'abitato sorgeva originariamente in un luogo molto più elevato, a nord-est del Monte Carmine nei pressi dell'attuale zona industriale sulle alture a sud della Piana di Santa Loja, abbandonato a causa della distruzione completa del paese dovuta alla guerra nei pressi dell'attuale zona industriale sulle alture a sud della Piana di Santa Loja (come riportato da Tito Livio) . A seguito della distruzione dello stesso, i titesi si divisero in due parti: una parte si spostò verso la zona chiamata "Piano della Chiesa", a nord-est della Torre di Satriano; l'altra si fermò nei pressi della riva del fiume Noce, nella località detta "In piedi alla terra" o Fiumara, dove sorge l'attuale cittadina. La popolazione si incrementò anche grazie alla distruzione della non lontana Satrianum, della quale sono presenti importanti resti archeologici.
Anticamente la zona della Torre di Satriano era sotto il controllo di una comunità di agricoltori e guerrieri, che erano tra i più importanti esponenti di un élite ricca, collegata con le società magnogreche più vicine. Anche nei secoli successivi si afferma l'importanza di questo luogo, dato che anticamente sorgeva un santuario dedicato alla dea Mefitis. Tutto questo si collega alle origini del paese e del suo nome. Uno dei primi nomi utilizzati "Teiodes", che significa "solforoso" di zolfo; potrebbe attribuirsi alla presenza delle numerosi sorgenti di acqua sulfurea, diventato poi Tito per lenta trasformazione. Ma il nome potrebbe dervare anche da "tutus" o "titulus", dal latino, che può avere diversi significati: soldato, confine, riferito alla zona di confine tra governatorato bizantino e principato di Salerno.
Con l'abbandono dell'altura di Satriano, ci fu la crescita di Grumentum, uno dei centri più ricchi e importanti della Lucania romana. Una leggenda che ha come protagonista il santo Protettore della città San Laviero, è collegata proprio al luogo precedentemente citato: Laviero giunse a Grumento per predicare la parola di Dio; il 14 luglio del 312 d.C. dopo essere sfuggito alle persecuzioni di Agrippa. Il Preside della Lucania, lo aveva fatto arrestare in nome degli dei, ma non riuscendo a farlo convertire, ordinò di gettarlo in pasto alle belve. Ma queste, invece di divorarlo, gli si accovacciarono ai piedi rivolgendosi minacciose verso Agrippa. Dopo essere stato ricondotto in carcere, a Laviero apparve un angelo che gli aprì le porte della cella, invitandolo ad allontanarsi dalla città. A Grumentum fu catturato e decapitato davanti a tutto il popolo, il 17 novembre del 312 d.C.
Diversi eventi storici infausti importanti hanno coinvolto la cittadina di Tito, come ad esempio il sisma del 1561 che distrusse il centro abitato causando un centinaio di morti, la peste del 1656 che sconvolse l'intero regno di Napoli nonché il terremoto del 1694 durante i quali le chiese, come la Chiesa Madre, il campanile e altre tre cappelle del paese furono rase al suolo. Questo periodo storico fu anche oscuro per il Paese a causa dello spadroneggiare de nobili e feudatari; un simbolo forte di questo periodo è il Castello (del quale oggi resta solo una via). Tito è stato segnato anche dalla Rivoluzione Napoletana del 1799 per la quale si ricorda la figura di Francesca De Carolis Cafarelli.
Il violento terremoto del 1857 colpì il territorio con conseguenze devastanti e si rivelò uno tra i più devastanti di tutta Europa, causando solo in Basilicata ben 9257 vittime. Questo portò ad una situazione generale di povertà e soprattutto iniziarono i primi flussi migratori, soprattutto verso le Americhe. Intorno al 1860 con la spedizione dei Mille, che risalivano dalla Sicilia, la Basilicata preparava la sua insurrezione sotto la guida di Giacinto Albini, Nicola Mignogna e Camillo Boldoni che furono i primi a proclamare l'Unità d'Italia a Corleto Perticara. Il 18 agosto del 1860 l'insurrezione arrivò a Potenza e anche da Tito, dove un gruppo di volontari guidati da Ulisse Caldani, tese un tranello alle truppe borboniche, ripiegandosi verso Auletta. Dopo l'Unità d'Italia anche Tito fu toccato dal fenomeno del brigantaggio per il territorio favorevole e per i rapporti che si stabilirono tra la popolazione e i briganti.
Tutto questo venne anche descritto nel romanzo storico l'"Alfiere", scritto da Carlo Alianello. Molte vicende del romanzo sono ambientate proprio a Tito, dove lo scrittore ha soggiornato per diverse volte e dove oggi è custodito il Fondo a lui dedicato. L'emigrazione continua e nel 1880 viene inaugurata la linea ferroviaria Eboli-Metaponto e proprio a Tito è presente la stazione lungo questo importante asse di collegamento fra il Mar Tirreno il Mar Ionio, anche se distante 4 km dal centro abitato.
Il terremoto del 1930 causa nuove distruzioni, accompagnato dalla lotta contro la disoccupazione, che aumentava sempre di più e quella contro l'analfabetismo. Nel 1936 la popolazione è sensibilmente diminuita e con l'entrata dell'Italia nel conflitto mondiale, questa peggiora ulteriormente portando ad una grave crisi economica, in modo particolare nel settore agricolo. Nel 1951 gli analfabeti sono ancora presenti e inizia l'emigrazione verso i paesi del nord Europa. Nel 1963 un altro violento terremoto colpisce il paese.
Verso la fine degli anni Sessanta, nella zona di Tito Scalo si iniziano a sviluppare i primi investimenti industriali, dando nuovi posti di lavoro ai cittadini. Gli addetti al settore industriale aumentano notevolmente, portando ad una diminuzione di quello del settore agricolo, tra il 1980 e il 1990.
Il terremoto del 1980 portò alla distruzione quasi completa della Chiesa Madre ma fortunatamente non fece vittime a Tito. Il periodo successivo fu segnato da una lenta ricostruzione che successivamente ha portato ad uno sviluppo economico e sociale grazie alla crescita dell'area industriale e ad un importante investimento nel settore commerciale. Grazie al suo reddito pro-capite è tra le prime città della Basilicata ed è uno tra i pochi centri della regione ad accogliere sempre nuovi residenti.

### Simboli

Stemma della città di Tito.

Lo stemma araldico della città di Tito è raffigurato su una delle pareti affrescate da Giovanni De Gregorio, detto il Pietrafesa. Lo stemma è così descritto:
(Delle Armi de' Comuni della Provincia di Basilicata di C.G. Gattini, Matera 1910)
Secondo lo statuto comunale il motto corretto è Post Nubila Phoebus ("Dopo le nuvole il sole").
Il gonfalone è un drappo di bianco.

## Monumenti e luoghi d'interesse

### Architetture civili

#### Torre di Satriano

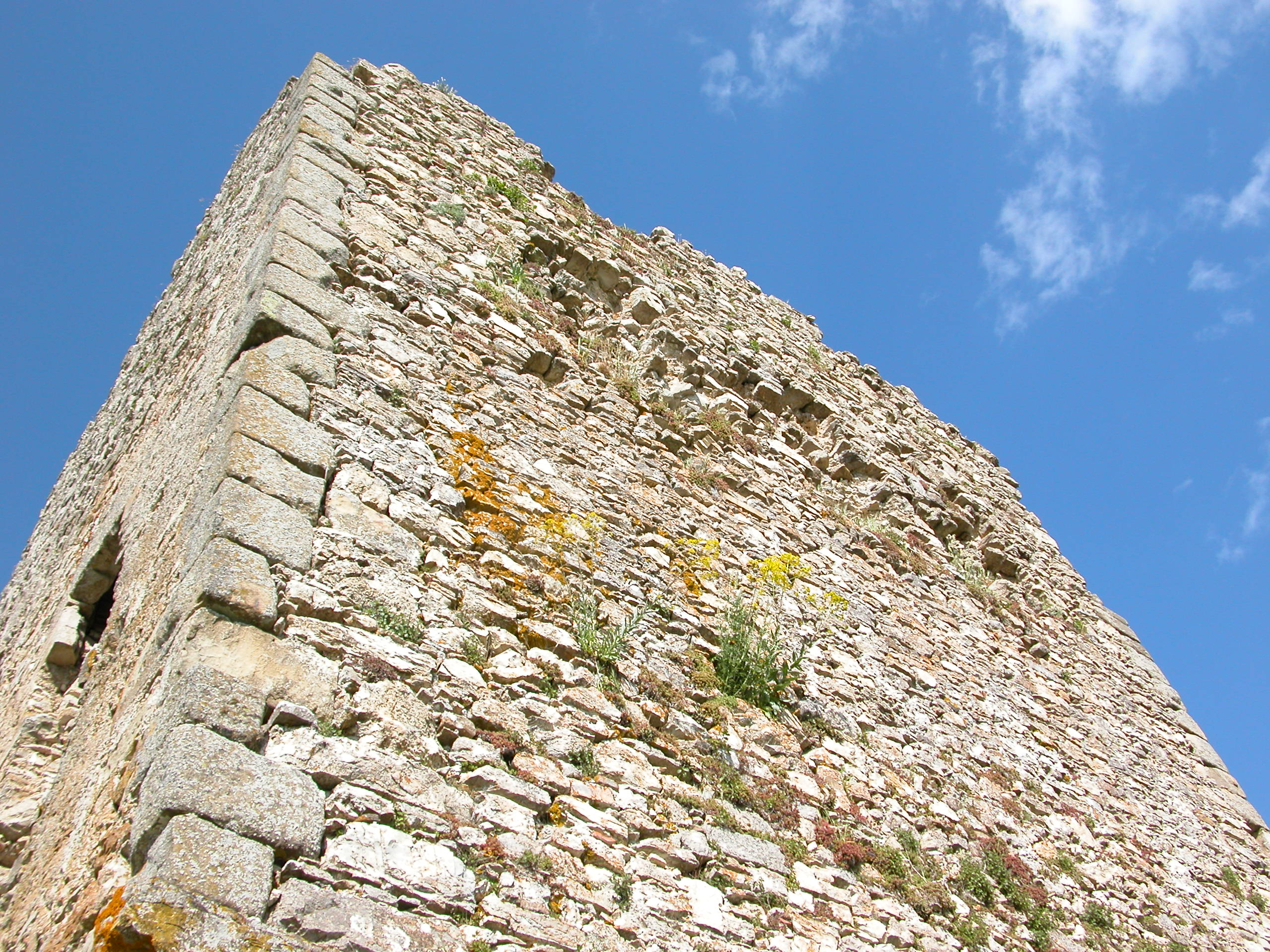
Torre di Satriano

Resti di un'antica Torre normanna (XI d.C.). L'antica Satrianum, secondo una leggenda popolare, venne distrutta durante un incendio attorno al 1450 per volere di Giovanna II Durazzo D'Angiò e non fu mai più ricostruita. I suoi abitanti si dispersero nei paesi vicini di Pietrafixa (oggi Satriano di Lucania) e Tito e del suo glorioso passato non rimasero che il nome, i resti che ancor oggi possono essere visitati e i racconti a metà tra la realtà e la fantasia circa la sua distruzione.

#### Fontana di Piazza del Seggio
Fontana monumentale in pietra che fu costruita nel XVIII secolo.

#### Arco Durazzesco
Fu costruito nel XV secolo ed introduce al palazzo comunale.

#### Castello
Nell'abitato di Tito, durante il periodo feudale, sorgeva, nel punto che ancor oggi è denominato Castello, una fortificazione cinta da mura, ma senza torri. Tale castello apparteneva in origine alla famiglia dei principi Ludovisi. Venne acquistato poi dai Principi di Stigliano, i quali nel 1692 lo cedettero per vendita al barone Laviano che era pure marchese di Satriano. Nel 1827 il castello fu venduto dal marchese Pietro Laviano ai proprietari terrieri Luigi Spera e Francesco Laurini.

### Architetture religiose
- Chiesa matrice di San Laviero Martire
- Chiesa e santuario della Madonna del Carmine
- Cappella di San Vito Martire
- Chiesa dell'Annunziata
- Cappella del Santissimo Crocifisso
- Chiesa della Madonna delle Grazie
- Chiesa della Madonna degli Sposi
- Chiesa e convento di Sant'Antonio di Padova
- Chiesa dei Santi Primo, Sonzio, Valentino Martiri
- Cappella di Santa Filomena
- Cappella di San Vincenzo
- Chiesa della Madonna Immacolata (Tito Scalo)
- Chiesa della Madonna del Rosario

#### Chiesa matrice parrocchiale di San Laviero Martire
Fu costruita nel 1465 è venne dedicata al patrono san Laviero martire.
Fu gravemente danneggiata dai terremoti del 1694, del 1826 e del 1857. Anche nel sisma del febbraio 1963 subì notevoli danni. Danneggiata anche dal terremoto del 23 novembre 1980, è stata interamente ricostruita e riconsacrata e dedicata il 26 luglio 2009 a san Laverio.
La chiesa è a tre navate e custodisce un organo ligneo e una tela del 1700 che rappresenta il martirio dei fratelli martiri Primo, Sonzio e Valentino. Sulla navata sinistra si vede il cappellone di San Mattia Apostolo mentre nella navata destra si apre un corridoio con le nicchie laterali. Nel transetto laterale destro si accede al campanile mentre nell'atrio si accede a una scala che scende nel seminterrato ove ci sono uffici, depositi e aule parrocchiali. La navata centrale si presenta con l'abside e la sede dell'altare mentre da una porta a sinistra si accede alla sagrestia.
Al suo interno si custodiscono diverse statue.
- la statua lignea di San Laverio, opera di Giacomo Colombo del 1714)
- la statua lignea della Madonna del Carmine, opera di ignoto intagliatore lucano;
- le statue di San Donato e di Sant'Emidio e dei Santi martiri Primo, Sonzio e Valentino, in cartapesta, realizzate tutte attorno al 1852 e completamente restaurate nel 1992;
- la statua in cartapesta leccese della Madonna Addolorata;
- il busto settecentesco ligneo di San Biagio;
- le statue lignee di epoche differenti di San Pasquale, San Michele, Sant'Agostino, Santissima Annunziata, Madonna di Loreto, Sacro Cuore di Gesù e Sant'Anna.

Il campanile della vetusta matrice realizzato in ferro e metallo si presenta con delle vetrate doppie, al suo interno sono state collocate il 15 marzo 2009 tre campane con le immagini di San Laverio, della Madonna del Carmine e dei santi Primo, Sonzio, Valentino martiri.

#### Chiesa del Calvario
Fu costruita nel 1300 ed è uno dei luoghi di culto più antichi di Tito. Al suo interno si custodiscono i pregevoli altari lignei dedicati al Santissimo Crocifisso con una scultura del 1236 e a San Biagio vescovo e martire di Sebaste. La statua lignea di San Biagio è del 1700 circa, all'interno della chiesa del Crocifisso viene venerata anche una Madonna Nera, chiamata attualmente dal popolo titese Santa Brigida. La statua della Madonna è rivestita con un abito nuziale del 1900 ricamato a mano.

#### Chiesa della Madonna delle Grazie
Fu costruita per devozione verso la Madonna delle Grazie dalla famiglia Laurino. Originariamente era privata, ma fu aperta come luogo di culto pubblico alla metà del XX secolo. All'interno della chiesa si custodisce un altare in legno dedicato alla Madonna delle Grazie con una statua in manichino del 1845, altre statue della chiesa sono quelle di Sant'Antonio abate, di Sant'Agnese martire e di Santa Filomena, inoltre si custodisce un crocifisso ligneo del 1500 circa di buona fattura, restaurato per devozione nel 1923.
Nel 2010 sono state rubate tre statue, la Madonna delle Grazie, Sant'Agnese e Santa Filomena. Il comitato feste della Madonna delle Grazie si è adoperato con una colletta popolare per far ricostruire in vetroresina una copia della statua della Madonna.

#### Convento francescano con annessa chiesa di Sant'Antonio di Padova
Venne costruito nel 1514, e venne dedicato a sant'Antonio da Padova e a san Francesco di Assisi. Al suo interno si possono osservare gli artistici e pregevoli altari barocchi del 1700 dedicati a san Francesco di Assisi e a sant'Antonio da Padova. La chiesa è in stile barocco e ha due navate quella centrale e quella di sinistra.
Le tele che si trovano nella chiesa sono sei e sono quelle di San Michele arcangelo, della SS. Trinità, dei Martiri di Tito, dell'Immacolata Concezione, di Santa Chiara di Assisi e di Santa Marta monaca e della Madonna dei Martiri.
Le statue che si trovano nella chiesa sono quelle lignee del 1769 di Sant'Antonio di Padova, San Francesco di Assisi e di Santa Rosa da Viterbo. La statua di Santa Lucia è in legno del 1800 mentre quella di San Rocco è in cartapesta del 900.
Si conservano tre statue lignee del 1500 raffiguranti la Madonna del divino amore, la Madonna di Loreto e la Madonna del Carmine. Si conservano anche le statue del Gesù risorto, di Gesù bambino, del Cristo flagellato, e di un Sacro cuore di Gesù.
Il chiostro del convento francescano è affrescato con le vite di Sant'Antonio di Padova, di San Francesco di Assisi e lodi francescane opera del celebre Giovanni De Gregorio detto il Pietrafesa del 1639.
Il campanile del convento ha tre campane con le immagini di S. Filomena, S. Antonio e S. Vito.

## Il Convento di Tito
Il convento di Tito venne dedicato a Sant'Antonio di Padova e le fonti sono concordi nel riferire particolari e frequenti interventi miracolosi del Santo. Nel 1657 Tito fu liberata dalla peste e nel 1662 da un'invasione di bruchi. Nel 1584 un altare della chiesa annessa al convento e dedicato all'Immacolata fu dichiarato privilegiato da papa Gregorio XII.
Nei decenni successivi, data la particolare generosità degli abitanti di Tito nel provvedere i frati di cibo e vestiario, il Convento sarà casa di studio per la Teologia e la Filosofia e poi casa di Noviziato. Quando il Convento avrà il suo stemma, questo presenterà l'immagine tradizionale di Sant'Antonio con Gesù Bambino su un braccio e il giglio nella mano libera.
Sullo stipite del portone d'ingresso principale c'è una data, scritta nei caratteri del tempo:" A.(anno) D.(omini)...(D.(ivo) A.(ntonio) D. (icatum) 1529 Die XI Decbr.(decembris)." La parte interna presenta un Chiostro con finestroni ad arco; c'è poi un cortile interno con una cisterna ed un pozzo classico, ormai scomparsi. All'interno si accede con un'ampia scala, con gradini che erano di pietra locale e che recentemente sono stati sostituiti da lastre di travertino. Di qui si sale su un piano rialzato sotto il quale esistono ancora vari vani seminterrati.
Sulla parete del corridoio Nord ci sono sei affreschi riproducenti episodi prodigiosi della vita di Sant'Antonio di Padova. Gli affreschi sono a cura e spese del Comune e di privati cittadini. In fondo al corridoio (nella parte alta) c'è un dipinto che ricorda il Battesimo di Gesù. Sulla parete del muro perimetrale giganteggiano invece, in grosse lune, i Profeti Nahum, Osea e Sofonia. Al di sotto delle grosse lune ci sono lune più piccole che ricordano tre studiosi: lo spagnolo Silverio, Antonio Guevara e Francesco Goto.
L'intero arco a botte del corridoio è costellato di lune di uguale dimensione. Nella parte centrale sono otto, di cui tre cancellate dal tempo. Le cinque portano lo Spirito Santo sotto forma di colomba, una croce con globo, l'Agnello con libro e sigillo, una Croce che troneggia e una figura irriconoscibile.
Le lune soprastanti nella parte destra sono sette. Delle sei una è irriconoscibile; l'altra ricorda Isacco; l'altra è irriconoscibile; l'altra ricorda Giuditta; l'altra ricorda Elia e ancora un'altra è irriconoscibile. Nella parte sinistra le lune sono pure quindici, disposte anch'esse in maniera simmetrica. Nella parte ovest del Monastero c'è un corridoio e quattro stanze, arcate a botte e non affrescate. Nel corridoio sulla parete destra, sono nove quadri che ricordano altrettanti eventi prodigiosi di Sant'Antonio di Padova. Anche essi furono affrescati a cura e spese di privati cittadini. In particolar modo si ricorda il nono quadro che riporta l'iscrizione" A devozione di San Giovanni Battista, titese, della famiglia Cafarelli).
In conclusione i nove quadri furono affrescati per motivo di devozione di varie famiglie titesi. Al di sopra di ogni quadro troneggia pure lo stemma gentilizio del devoto donatore. Sulla parete sinistra ci sono delle lune per tutta la lunghezza del corridoio. Qui ci sono nove animali(di cui uno è irriconoscibile), cioè lo struzzo, il pellicano, il pappagallo, lo sparviero, la fenice, il gallo, la cicogna e il pavone. Nell'arco a botte del corridoio sono indicati i vizi e le virtù dell'uomo e propriamente, a destra la concordia, l'amore, la perseveranza, la fede, la pace, la sicurezza, il contento ed il riso. A sinistra invece sono la discordia, il sospiro, l'ardimento, l'affanno, il pensiero, la paura, il pianto e lo sdegno. Il corridoio interno poi divideva alcune destinate ad abitazioni dei frati. Nella parte ovest e nella parte est invece (sempre al piano di sopra) un corridoio centrale divideva celle a destra e a sinistra con finestre piuttosto strette e non ad arco. Una porta d'ingresso permetteva ai Frati di comunicare internamente con la chiesa attigua, per la loro preghiera quotidiana.
Gli affreschi, presenti sulle pareti e sulle volte dei quattro corridoi che perimetrano il chiostro, rappresentano episodi e miracoli della vita di Sant'Antonio da Padova. Realizzati agli inizi del 1600, intorno al 1606-1607 sono attribuiti da molti studiosi a Giovanni De Gregorio detto il Pietrafesa, artista lucano formatosi a Napoli nella bottega anche per Fabrizio Santafede importante esponente della tradizione tardomanierista che lavorò anche per committenti lucani del 1580 a Matera successivamente a Lauria. L'allievo, Giovanni De Gregorio iniziò a firmare le sue opere dal 1608. Nel 1656 morì a Pignola colpito dalla peste. Si dice che alla decorazione del chiostro avrebbe preso parte anche Girolamo Todisco, il quale iniziò a firmare le sue opere a partire dal 1616. Tuttavia è da escludere per la critica recente che essi appartengano esclusivamente a De Gregorio, come ipotizzato in passato. Il recente restauro a cura della Soprintendenza ha scoperto vaste zone ridipinte, riprendendo i distacchi in corso e le cadute di colore. Dall'ingresso, ci si immette nell'ala ovest dove, lungo la parete sinistra, è visibile lo stemma francescano cui segue l'albero francescano, con i primi santi e beati dell'Ordine. La parete è suddivisa in sei riquadri da finte colonne e trabeazioni affrescate che contengono i seguenti miracoli: Sant'Antonio ridona la vista al cieco-eretico, Guarigione miracolosa del lebbroso, Sant'Antonio appare a una peccatrice e la dissuade dal suicidio, Apparizione a una nobile fanciulla gravemente ammalata, Resurrezione di una defunta, Morte di sant'Antonio.
In fondo il Battesimo di Cristo chiude la serie dell'ala ovest. Lungo la parete destra si susseguono tondi contenenti ritratti di teologi e profeti. La volta è divisa in tre fasce verticali. Le fasce laterali comprendono dodici ovali contenenti gli apostoli alternati a quattro stemmi nobiliari. La fascia centrale comprende ovali contenenti cinque simboli del Cristianesimo e i riquadri centrali riportano quattordici ovali contenenti personaggi biblici e santi martiri. Nell'ala sud, sulla parete destra sono affrescati altri miracoli di sant'Antonio: Intervento miracoloso di sant'Antonio su un bambino paraplegico, Sant'Antonio oratore davanti a una moltitudine, Il demonio che tenta sant'Antonio messo in fuga dalla Vergine, Miracolo dell'avaro, Risurrezione di un bambino, Tentativo del tiranno Ezelino, Miracolo dei cibi avvelenati, Guarigione miracolosa di un lebbroso, Miracolo della mula sulla parete di fondo.
Nella fascia superiore della parete destra sono riprodotti nove stemmi gentilizi e relative iscrizioni. La parete di sinistra comprende otto ritratti di profeti e dottori della chiesa. La volta dell'ala sud presenta decorazioni con intrecci floreali, sette figure allegoriche e, a sinistra, otto animali fantastici. L'ala est lungo la parete destra comprende altri sette riquadri riguardanti la vita del Santo, mentre sullo sfondo è raffigurato il conte Tiso che assiste alla scena in ginocchio. La parete sinistra presenta su due file sei ritratti di profeti e santi francescani. Anche la volta dell'ala est è divisa in tre fasce. In quella di destra sono presenti cinque stemmi nobiliari; la fascia centrale e quella di sinistra sono decorate con festoni ed animali fantastici. Infine l'ala nord ha conservato soltanto la parete di fondo contenente San Francesco che contempla Cristo deposto dalla Croce e la volta, sulla quale ovali contenenti personaggi biblici, santi francescani, pontefici, beati re e regine francescane si alternano a festoni floreali e a puttini danzanti. Le pareti laterali, un tempo affrescate, conservano pochi frammenti.

## La chiesa
La grande chiesa francescana è annessa al monastero ed è stata costruita probabilmente nella stessa epoca. Si accedeva dall'esterno con alcuni gradini in pietra locale ed un pianerottolo con lastre di pietra di varia provenienza. Attraverso un portone in legno, sormontato da uno stemma francescano, si entrava direttamente nel luogo sacro con una navata centrale e una navata laterale più ridotta.
Il pavimento era di mattoni in terracotta. Una grossa pila, posta sulla destra dell'ingresso, conteneva (e contiene ancora) l'acqua santa. Sulla parete destra ci sono ancora delle nicchie nelle quali sono dipinte figure di Madonna e di Santi. Sulla stessa parete sono ancora visibili due intonaci di diversa epoca e su ambedue restano tuttora visibili pitture di Santi e figure ornamentali.
Si accedeva al presbiterio con una scalinata rudimentale. Sulla parte destra del presbiterio si conserva ancora una cattedrale pluriposto per le funzioni liturgiche, mentre sulla parte sinistra si ergeva un maestoso organo a fiato con canne di varia dimensione, di cui conserva ancora il pianerottolo policromo, riservato all'organista. Sotto l'arco del presbiterio era costruito un mastodontico altare in pietrame e nell'abside c'era un artistico coro (con leggio centrale) in noce pregiata. La volta della chiesa è ancora divisa in cinque quadrati, di cui uno in soffittatura lignea, e ad archi a crociera in tufo locale leggero. Quello dell'abside cadde per fatiscenza nell'estate del 1961.
Una porta introduceva in un artistico campanile, ricco di simboli e figure, ricavato in un angolo del quadrilatero del Monastero, non molto alto e con tre campane di diversa epoca. La campana media porta la data del 1530 e l'iscrizione in latino: "Ave Maria, piena di grazia, il Signore è con te". La campana piccola porta invece la data del 1774 e ci sono indicati i promotori della sua fonditura. Vi sono anche impresse delle immagini che rappresentano San Francesco, Sant'Antonio di Padova e l'Immacolata. La campana grossa invece è la più recente, infatti risale al 1837 e vi è un'iscrizione che significa: "la morte mi ha consegnato alla morte. Ora, vinta la morte, mi ripresento col suono". Anche qui vengono citati i fonditori e vi sono le immagini di Sant'Antonio, di Santa Filomena, di San Francesco e dell'Immacolata. Questa campana, la più grande, è stata da sempre utilizzata per gli annunci mortuari.
Per una porta, a sinistra dell'abside, si accedeva invece ad un'ampia sagrestia, composta da due stanze con volte a crociera, con finestre molto alte ed una porta di uscita. Le due stanze comunicavano con un vano ad arco molto alto e in entrambe si conservavano cose utili per il servizio liturgico. C'era anche un lavabo in pietra scolpita, raffigurante il Cristo con i dodici apostoli ed altri simboli.
Nella navata laterale della chiesa ci sono due artistici altari lignei in onore di sant'Antonio da Padova e di san Francesco. Nel corso del tempo erano stati aggiunti un altare in muratura dedicato a santa Filomena e nicchie di legno che custodivano piccole statue in onore di san Vito, san Rocco, san Pasquale e san Biagio. Nella chiesa c'erano e ci sono una tela raffigurante la Madonna Immacolata di Giovanni De Gregorio, detto il pietrafesano, una tela raffigurante la Madonna assunta in Cielo, quattordici quadri a forma ovale raffiguranti i quattordici episodi della Via Crucis e tele raffiguranti una Santa Chiara, una Santa Marta e il martirio di Santa Cecilia.
È in dotazione della chiesa del convento anche una statua lignea della Madonna di Costantinopoli, che all'epoca dei frati era situata in una nicchia che dominava la grossa scalinata di accesso al piano superiore del Monastero. Una stanza attigua alla chiesa serviva da stanza mortuaria e da deposito di cose utili alla chiesa. Da questa stanza, attraverso una piccola porta ricavata dalla parte alta, si accedeva alla cantoria, posta sopra la porta dell'ingresso principale della chiesa.
Sotto il pavimento della chiesa, fatto di mattoni in terracotta, c'erano botole varie per la sepoltura dei cadaveri. Tali botole, dall'epoca dell'apertura del cimitero (1865-70), si ridussero a qualche unità per il deposito delle ossa umane ancora esistenti. Più tardi, cioè nel 1929-30, il pavimento fu rinnovato con lastre di marmo a cura di devoti e di comitati per la festa di Sant'Antonio di Padova. Nel 1974, a causa di umidità persistente e dei vari cedimenti del materiale sottostante, che avevano provocato avvallamenti e rotture in molte parti, al pavimento fu aggiunto un vespaio di pietra. I pochi pezzi di marmi che si riuscirono a recuperare furono collocati nel presbiterio e nella navata laterale ed il resto fu sostituito con pezzi di perlato di Sicilia. Le ossa che si poterono raccogliere furono depositate in due grossi bauli in legno e nel pavimento antistante all'altare di Sant'Antonio da Padova.
La struttura generale della chiesa originariamente era più semplice, successivamente furono aggiunti stucchi, decorazioni ed altari laterali.
Sulla parte destra erano stati costruiti in muratura altari in onore di Santa Rosa da Viterbo, in onore della Beata Vergine Assunta in Cielo, in onore della Madonna Immacolata. A sinistra invece era costruito un altare in onore di Santa Lucia. Nella navata laterale vi era un altare in onore di San Francesco, uno di Sant'Antonio da Padova e uno in onore di Santa Filomena. Questi toglievano spazio alla Chiesa e furono rimossi. Ricomparvero allora ben cinque nicchie. La prima rappresenta la scena della Visitazione di Maria a Sant'Elisabetta. Ai lati della scena sono raffigurati il beato Iacobo e San Donato e poi l'Eterno Padre. Sul fianco destro è visibile la Madonna del Carmine. In una seconda nicchia è dipinta una Madonna con la scritta "S.S. Maria de Costantinopoli". Ai lati ci sono Sant'Andrea Apostolo e Santa Caterina. nella terza nicchia vi è una Madonna con Bambino di ignoto autore, ai cui lati ci sono Sant'Antonio e probabilmente Santa Chiara. Nella quarta nicchia è rappresentata una Madonna del Rosario ai cui lati ci sono due figure irriconoscibili. Una quinta nicchia, più piccola, ricordava una "Deposizione" con Maria Addolorata. Tra la quarta e la quinta nicchia si riconosce facilmente un Sant'Antonio Abate, ai piedi del quale era scritto l'anno 1528 e la seguente iscrizione: " Questo lavoro fu eseguito da Francesco De Collotta, in devozione alla Santissima Vergine).
Al centro della parte destra della chiesa c'erano il confessionale e il pulpito soprastante, al quale si accedeva con gradini ricavati nella stessa parete e con ingresso dal confessionale. Il confessionale e il pulpito sono stati recentemente smontati e collocati, l'uno in fondo alla chiesa, l'altro sul presbiterio. Nel 1931 l'interno della chiesa fu tinteggiato in calce multicolore a cura della devota Filomena Scavone in Oddone, residente in Brasile, in onore del marito Salvatore Oddone.

### Gli affreschi, i dipinti vari e le sculture
Nell'ex monastero si legge qualche data indicativa al riguardo. I lavori ebbero inizio a cura e devozione di frate Ilario da Picerno, che è chiamato "Ministro e Servo". La data è del 1606. L'anno successivo il popolo titese, col comune consenso del Sindaco e degli Amministratori, provvide al lavoro di affresco per un episodio prodigioso della vita di S. Antonio di Padova.
I lavori di affresco risalgono probabilmente al primo decennio del secolo XVII e furono eseguiti da qualche pittore della Scuola Napoletana. Si sa infatti che il fiammingo Wenzel Cobergher, che fu pittore, architetto, antiquario, incisore, scienziato, poeta, abitò per lungo tempo nella città di Napoli, perché chiamato dai mecenati di quell'epoca ad eseguire lavori in quella città. Probabilmente, nel tempo del suo soggiorno italiano, alcuni allievi del luogo o della sua zona lo seguirono, fondando una Scuola vera e propria che si rifaceva, nelle sue produzioni artistiche, allo stile di quel maestro. Ammiratori, mecenati e cultori dell'arte, sparsi qua e là in Campania ed in Basilicata, approfittarono poi di questa possibilità artistica che esisteva a Napoli e dintorni e vollero che, specialmente nei Centri culturali di quell'epoca, la suddetta Scuola producesse quanto di meglio sapesse e potesse in onore dell'arte e soprattutto delle devozioni esistenti in quegli ambienti. Questo accadde anche in Basilicata e specialmente nei numerosi conventi francescani, che, oltre ad essere centri di cultura filosofica e teologica, diffondevano la fede e la devozione nel popolo, anche attraverso l'arte. I Superiori dei Conventi chiamavano quindi questi maestri d'arte ed a proprie spese o a spese di famiglie più abbienti e devote abbellivano Conventi e luoghi sacri con pitture e tele varie.
Nel monastero francescano di Tito oggi è possibile constatare con quanto entusiasmo e con quanta devozione frati, pubblici amministratori del luogo e famiglie di Tito e dintorni abbiano voluto onorare le grandezze del Francescanesimo e in particolare la vita di Sant'Antonio da Padova, emerito discepolo di San Francesco. Erano presenti inoltre, in quel periodo, tre pittori famosi della Basilicata, cioè Giovanni De Gregorio (detto il "pietrafesa" o il "pietrafesano"), Pierantonio Ferro di Tricarico e Donato Oppido di Matera.
Il Pietrafesa (nato nell'antica Pietrafesa intorno al 1569 e morto a Pignola nel 1636) lavorò molto in Basilicata. Anch'egli, secondo alcuni, potrebbe essere stato l'autore del patrimonio artistico sia del Monastero sia della Chiesa attigua. Sicuramente è stato l'autore di una tela, raffigurante la Madonna Immacolata, che porta una data precisa (1629) e la sua firma (Petravisianus). Le altre tele non sono firmate, ma è molto probabile, secondo alcuni, che allievi della sua Scuola abbiano lavorato in quell'epoca sotto la sua guida per produrre i lavori pittorici che oggi godono indiscusso valore.

#### Santuario della Madonna del Carmine
Fu costruito nel 1800 da soldati francesi e custodisce nei quattro mesi estivi la statua della Madonna del Carmine. In questo periodo si svolgono numerosi pellegrinaggi in onore della Madonna del Carmine, dalla seconda domenica di maggio fino all'8 settembre. La chiesa è molto semplice e presenta un altare in marmo e una caggia (gabbia dalla struttura lignea aperta o chiusa da vetri sui lati) dove viene trasportata la statua della Madonna del Carmine nei cortei processionali. La festa della Madonna del Carmine si svolge la seconda domenica di maggio e l'8 settembre di ogni anno.

#### Chiesa di San Vito martire
La chiesa si trova nell'omonimo rione.
La chiesa di San Vito Martire completamente distrutta dal terremoto del 1980 è stata ricostruita nel 2000.
All'interno si custodiscono su una colonna in marmo la statua lignea di San Vito martire del 1892 e le statue dell'Immacolata e del Cuore di Gesù.
La festa in onore di San Vito martire si svolge ogni anno il 12 giugno.
È molto frequentata la parrocchia dalla pietà popolare del rione.

#### Chiesa della Madonna degli Sposi
Posta a tre chilometri dal centro abitato sulla strada vecchia Tito Picerno, venne costruita da soldati francesi nel 1745. Si tratta di un'antica cappella che custodisce una statua lignea della Madonna che il popolo titese chiama dei martiri o degli sposi.

#### Chiesa dei Santi Primo, Sonzio, Valentino fratelli e martiri
Dedicata ai primi protettori di Tito, venne costruita nel 313. All'interno si custodisce un quadro dei tre Santi mentre le loro statue si venerano nella chiesa madre.

#### Chiesa della Madonna dell'Annunziata
Costruita da famiglia nobile e devota alla Madonna di Pompei, all'interno custodiscono un altare in marmo con il quadro della Vergine del rosario e due quadri raffiguranti San Giuseppe e San Luigi Gonzaga..

## Società

### Evoluzione demografica
Abitanti censiti

### Etnie e minoranze straniere
Sebbene i valori siano ancora molto lontani dalla media italiana, gli stranieri regolari al 31.12.2021 sono 293 (140 maschi e 153 femmine). La cittadinanza straniera al 31.12.2021 è pari al 4,11% della popolazione titese.

### Lingue e dialetti
Il dialetto titese fa parte dei cosiddetti dialetti gallo-italici.
Il filologo Gerhard Rohlfs descrive la particolarità dei suoni ascoltati durante il viaggio da Salerno a Taranto nei pressi delle cittadine di Pignola, Picerno, Tito, Potenza e Vaglio Basilicata:

### Feste religiose e tradizioni popolari
- Venerdì Santo: processione della Madonna Addolorata - Via Crucis vivente per le vie del paese.
- 18 marzo: falò in onore di San Giuseppe.
- domenica successiva alla Trinità: festa in onore del Corpus Domini.
- 13 maggio: ricordo popolare della Madonna degli Sposi (detta dei martiri)
- Seconda domenica di maggio e 8 settembre: festa in onore della Madonna del Carmine.
- 12 giugno: festa in onore di San Vito.
- 13 giugno: festa in onore di Sant'Antonio di Padova.
- 1ª domenica di luglio: festa in onore della Madonna delle Grazie.
- 26 luglio: ricordo della consacrazione e della dedicazione della nuova Chiesa Madre (ricostruita dopo il terremoto del 23 novembre 1980) a San Laviero martire avvenuta il 26 luglio del 2009.
- 6 agosto: festa in onore di Sant'Emidio.
- 7 agosto: festa in onore di San Donato.
- 16 agosto: festa parrocchiale in onore di San Rocco (pellegrinaggi ai santuari del santo a Satriano di Lucania e Tolve)
- 27 maggio e 23 agosto: festa parrocchiale in onore di Santi Primo, Sonzio, Valentino Martiri di Tito.
- 7 settembre e 17 novembre:  Solenni festeggiamenti in onore di San Laviero martire, patrono e protettore principale della parrocchia e della città di Tito.
- 8 dicembre: festa dell'Immacolata Concezione di Maria (parrocchia di Tito Scalo)
- 8 dicembre - 6 gennaio: Accensione Albero di Natale Luminoso più grande della Basilicata e del Sud, a cura della locale Associazione A.N.S.P.I. Carità di Tito. L'Albero illumina le pendici della Torre di Satriano.
- 13 dicembre: festa parrocchiale in onore di Santa Lucia Vergine e Martire

## Usanze tipiche
Una tra le usanze tipiche di questo paese è quella di ammazzare il maiale tra il mese di dicembre e di gennaio. Viene vissuta come una vera e propria festa, dato che tutti i familiari si riuniscono e dove ognuno ha un compito particolare da svolgere. Si usa poi preparare il "pezzente", un piatto ricco di vari pezzi del maiale, da offrire a tutto il vicinato.
Il Carnevale inizia dalla festa di Sant'Antonio, il 17 gennaio e finisce il Mercoledì delle Ceneri. Il piatto tipico di questo periodo sono i "ferretti", una pasta casalinga a fuso sottile, attraversata da un filo di ferro appositamente preparato. Questi vengono conditi con del sugo di maiale o carni grasse e del "rafano" grattugiato (è una crocifera erbacea con radici piccanti e gustose). Anticamente gli anziani per distinguere il periodo della Quaresima, prendevano una grossa patata, la vestivano a forma di bambola con colore viola, le applicavano sette grosse piume di gallina (tante quante sono le domeniche che precedono la Pasqua) ed ogni domenica ne toglievano una fino a Pasqua.
La sera prima della festa di San Giuseppe si accendono grossi falò per le vie del paese. I ragazzi molto tempo prima raccolgono più fascine possibile per far sì che il falò duri tutta la nottata. I giovani hanno il compito di alimentare il fuoco, mentre gli adulti cantano canti popolari. Il falò ha un importante significato: è il saluto alla primavera che sta per iniziare ed è un augurio per il buon andamento dell'annata agricola.
Nel periodo che precede la Pasqua le famiglie preparano biscotti che si cuociono nei forni pubblici. Ci sono due tipi di biscotti: uno più sottile, di forma ovale; uno più grosso, di forma circolare. Questo è oggetto di grande orgoglio per ogni donna del paese e si usa regalarlo agli amici e alle famiglie che sono in lutto nel corso dell'anno; "Lu cav'zù" è una pizza rustica preparata con due sfoglie di pasta casereccia ripiene di formaggio e salame di varia specie.
Nella Domenica delle Palme, durante la benedizione dei rami, i fidanzati maschi regalavano dei rami coperti di confetti bianchi, come simbolo di affetto. Per quanto riguarda il lutto, fino a qualche anno fa durava tre giorni. Oggi dura solo un giorno, in cui la porta di casa rimane sempre aperta per accogliere amici e parenti, che vogliono dimostrare il loro conforto. Tra i parenti del defunto c'è qualcuno che organizza il pranzo e cena per la famiglia in lutto, in segno di solidarietà.
Un'altra tradizione molto particolare è quella di fare tre giri intorno alla Cappella del Monte Carmine, prima di entrarci. Questo viene fatto per prepararsi gradualmente all'ingresso della Cappella, con un gesto di purificazione ed umiltà. Anticamente si usava entrare all'interno a piedi nudi ed uscivano, al termine dei riti sacri, con la faccia rivolta verso l'immagine sacra fino alla porta esterna, dove finiva il pellegrinaggio.
Si facevano diversi pellegrinaggi, tra cui quello dell'8 maggio dedicato a san Michele.
Altro pellegrinaggio importante è quello in onore della Madonna di Novi Velia, nel Cilento. Anticamente si percorreva tutto il percorso a piedi, oggi questo non si fa più ma l'importanza di questo pellegrinaggio è ancora ben presente. Anticamente si usava terminare tutti i pellegrinaggi con una messa al Monte Carmine di Tito, i pellegrini portavano una corona di spine in segno di penitenza.
Un rito molto particolare è quello legato alle nozze, in cui il corredo nuziale è esposto per tutto il vicinato. Gli invitati una volta terminata la cerimonia si recavano presso la casa della sposa ed entravano uno ad uno nella casa. Sulla porta d'ingresso veniva messa una ghirlanda con un cestino, dove tutti i passanti potevano riporre un'offerta in segno di augurio. Si usava consumare il pranzo in casa, accompagnato da musica locale terminando in serata con il ballo degli sposi. Tutto questo oggi non è più così.

### La festa patronale di san Laviero martire
È il santo patrono e protettore del paese ed è titolare della chiesa parrocchiale. Viene invocato nei casi di malattie e di pubbliche calamità. Solenni Festeggiamenti sono a lui riservati il 4-5-6-7 settembre, con la grande festa estiva che è preparata con un solenne triduo di preghiere, e il 17 novembre giorno della pesta patronale in cui si ricorda il suo martirio avvenuto nell'antica città romana di Grumentum nel 312 d.C. Nelle due date di festa il popolo partecipa numeroso, con solennità e devozione per ringraziare il santo della sua protezione su persone, case e cose. Molto suggestiva è la processione con la statua del santo che percorre le vie cittadine del centro storico e della città moderna.
San Laviero martire si festeggia nelle seguenti date:
- 26 luglio: Ricordo della Consacrazione e Dedicazione della Chiesa Madre a San Laviero martire
- 7 settembre: Festa del Patrocinio e della Protezione di San Laviero martire sul popolo di Tito
- 17 novembre: Festa Patronale di San Laviero martire Solennità e Memoria del Martirio avvenuto nel 312 d.C. a Grumento Nova

### La devozione verso San Laviero (Laverio) Martire
Dopo la distruzione della città di Satriano nel 1420 una parte della popolazione si spostò nell'attuale Satriano di Lucania. Il resto della popolazione rifugiò a Tito portando via la reliquia del braccio di San Laviero martire. Tito accolse il Santo con tale devozione da elevarlo a patrono e protettore principale della cittadina. In suo onore venne costruita la Chiesa Madre del paese ancora oggi a lui dedicata. La tradizione titese vuole che per richiedere l'intercessione del Santo chiunque si senta poco bene o venga colpito da gravi malattie può legare un nastro rosso al braccio della statua lignea del santo implorandone la grazia. A distanza di qualche giorno, il nastro rosso viene ritirato dalla statua e messo al polso dell'ammalato affinché avvenga la guarigione.

## Televisione
A Tito è ambientata parte dello sceneggiato televisivo L'Alfiere (1956) di Anton Giulio Majano, tratto dall'omonimo romanzo del 1942 di Carlo Alianello.

## Infrastrutture e trasporti

### Strade
- RA5 - Raccordo Potenza/A2
- Strada statale 95 di Brienza
- Strada statale 94 del Varco di Pietrastretta

### Ferrovie
I collegamenti ferroviari sono assicurati dalla stazione di Tito, quindi verso tutte le località servite dalla Napoli-Salerno-Potenza-Taranto.
La stazione di Tito sorge a circa 4 km dal centro abitato di Tito

## Amministrazione
| Periodo | Periodo   | Primo cittadino          | Partito                         | Carica  | Note |
| ------- | --------- | ------------------------ | ------------------------------- | ------- | ---- |
| 1985    | 1990      | Antonio Salvatore        |                                 | Sindaco |      |
| 1990    | 1995      | Sabatino Lucente         |                                 | Sindaco |      |
| 1995    | 1999      | Nicola Fermo             |                                 | Sindaco |      |
| 1999    | 2004      | Nicola Fermo             |                                 | Sindaco |      |
| 2004    | 2009      | Pasquale Edoardo Scavone | Lista civica Cristiano Popolari | Sindaco |      |
| 2009    | 2014      | Pasquale Edoardo Scavone | Lista civica Cristiano Popolari | Sindaco |      |
| 2014    | 2019      | Graziano Scavone         | Lista civica Cambia Tito        | Sindaco |      |
| 2019    | 2024      | Graziano Scavone         | Lista civica Cambia Tito        | Sindaco |      |
| 2024    | in carica | Fabio Laurino            | Lista civica Tito+Avanti        | Sindaco |      |